# Vaasan Palloseura 2016

## Stagione
Nella stagione 2016 il VPS ha disputato la Veikkausliiga, massima serie del campionato finlandese di calcio, terminando il torneo al quarto posto con 53 punti conquistati in 33 giornate, frutto di 15 vittorie, 8 pareggi e 10 sconfitte, venendo così ammesso al primo turno preliminare della UEFA Europa League 2017-2018. In Liigacup è stato eliminato al termine della fase a gironi, avendo concluso al terzo posto il suo girone. In Suomen Cup è sceso in campo a partire dal quinto turno, venendo però eliminato già al sesto turno ad opera dell'SJK.

## Organico

### Rosa
| N. |                      | Ruolo | Calciatore        |
| -- | -------------------- | ----- | ----------------- |
| 1  | Russia (bandiera)    | P     | Evgenij Kobozev   |
| 2  | Finlandia (bandiera) | D     | Timi Lahti        |
| 3  | Finlandia (bandiera) | D     | Ville Koskimaa    |
| 4  | Finlandia (bandiera) | D     | Jesper Engström   |
| 5  | Finlandia (bandiera) | D     | Mikko Viitikko    |
| 6  | Finlandia (bandiera) | C     | Jerry Voutilainen |
| 7  | Finlandia (bandiera) | C     | Eero Tamminen     |
| 8  | Finlandia (bandiera) | D     | Veli Lampi        |
| 9  | Finlandia (bandiera) | C     | Juho Lähde        |
| 10 | Giamaica (bandiera)  | A     | Steven Morrissey  |
| 11 | Finlandia (bandiera) | A     | Pyry Soiri        |

| N. |                          | Ruolo | Calciatore        |
| -- | ------------------------ | ----- | ----------------- |
| 12 | Finlandia (bandiera)     | P     | Juuso Kevari      |
| 13 | Finlandia (bandiera)     | A     | Samu Alanko       |
| 14 | Finlandia (bandiera)     | D     | Kevin Peth        |
| 15 | Finlandia (bandiera)     | D     | Jonas Levänen     |
| 16 | Finlandia (bandiera)     | C     | Aatu Laatikainen  |
| 17 | Finlandia (bandiera)     | C     | Joonas Vahtera    |
| 18 | Giamaica (bandiera)      | A     | Andre Clennon     |
| 19 | Nuova Zelanda (bandiera) | C     | Nikko Boxall      |
| 21 | Finlandia (bandiera)     | C     | Arttu Nuutinen    |
| 22 | Finlandia (bandiera)     | C     | Loorents Hertsi   |
| 24 | Finlandia (bandiera)     | P     | Mathias Östergård |

## Statistiche

### Statistiche di squadra
| Competizione  | Punti | In casa | In casa | In casa | In casa | In casa | In casa | In trasferta | In trasferta | In trasferta | In trasferta | In trasferta | In trasferta | Totale | Totale | Totale | Totale | Totale | Totale | DR  |
| Competizione  | Punti | G       | V       | N       | P       | Gf      | Gs      | G            | V            | N            | P            | Gf           | Gs           | G      | V      | N      | P      | Gf     | Gs     | DR  |
| ------------- | ----- | ------- | ------- | ------- | ------- | ------- | ------- | ------------ | ------------ | ------------ | ------------ | ------------ | ------------ | ------ | ------ | ------ | ------ | ------ | ------ | --- |
| Veikkausliiga | 53    | 16      | 9       | 3       | 4       | 20      | 10      | 17           | 6            | 5            | 6            | 16           | 17           | 33     | 15     | 8      | 10     | 36     | 27     | +9  |
| Liigacup      | -     | 2       | 1       | 0       | 1       | 2       | 2       | 3            | 1            | 1            | 1            | 2            | 2            | 5      | 2      | 1      | 2      | 4      | 4      | 0   |
| Suomen Cup    | -     | 1       | 0       | 0       | 1       | 1       | 2       | 1            | 1            | 0            | 0            | 2            | 0            | 2      | 1      | 0      | 1      | 3      | 2      | +1  |
| Totale        | -     | 19      | 10      | 3       | 6       | 23      | 14      | 21           | 8            | 6            | 7            | 20           | 19           | 40     | 18     | 9      | 13     | 43     | 33     | +10 |